# Хуан Гуайдо
Хуа́н Хера́рдо Гуайдо́ Ма́ркес (ісп. Juan Gerardo Guaidó Márquez; нар. 28 липня 1983, Ла-Гуайра) — венесуельський політик. Голова Національної асамблеї Венесуели 5 січня 2019 — 5 січня 2023. Член партії «Народна воля», федеральний депутат від штату Варгас з 2016 року.
11 січня 2019 року Національною асамблеєю оголошений виконувачем обов'язки Президента Венесуели, оскільки попереднього Президента Мадуро визнано узурпатором, а відтак у Венесуелі більше немає законної легітимної влади. Лідер опозиції в Венесуелі.

## Життєпис
Гуайдо отримав диплом про середню освіту у 2000 році після того, як пережив трагедію Варгаса 1999 року. Він отримав диплом промислового інженера у Католицькому університеті Андреса Белло 2007 року. Проходив навчання в Університеті Джорджа Вашингтона.
Брав участь у студентському політичному русі. Гуайдо, разом з іншими політичними діячами, став засновником партії «Народна воля» у 2009 році.
На парламентських виборах 2010 року Гуайдо був обраний альтернативним федеральним депутатом, обраний до Національних зборів на виборах 2015 року.
У вересні 2019-го адміністрація президента США заявила про готовність надати Гуайдо фінансову допомогу на 52 млн $. Гроші мають бути інвестовані в незалежні ЗМІ, охорону здоров'я й програми, що підтримуються контрольованою опозицією Національної асамблеї.

## Сім'я
Одружений, має доньку.